# پسح شنی

پِسَح شَنی (به عبری: פסח שני) بمعنای پسح دوم٬ هرساله در روز چهاردهم ماه ایار قرار می‌گیرد.